# Paul Verhaegh
Paul Johannes Gerardus Verhaegh (Kronenberg, 1 de septiembre de 1983) es un exfutbolista neerlandés que jugaba de defensa.
En junio de 2020 anunció su retirada a los 36 años de edad.

## Selección nacional
Fue internacional con la selección de fútbol sub-21 de los Países Bajos.
El 13 de mayo de 2014, Verhaegh fue incluido por el entrenador de la selección de los Países Bajos, Louis van Gaal en la lista preliminar de 30 jugadores que representarán a ese país en la Copa Mundial de Fútbol de 2014 en Brasil. Finalmente fue confirmado en la nómina definitiva de 23 jugadores el 31 de mayo.

### Participaciones en Copas del Mundo
| Mundial                        | Sede   | Resultado     |
| ------------------------------ | ------ | ------------- |
| Copa Mundial de Fútbol de 2014 | Brasil | Tercer puesto |

## Clubes
| Club             | País         | Año       |
| ---------------- | ------------ | --------- |
| AGOVV Apeldoorn  | Países Bajos | 2003-2004 |
| F. C. Den Boch   | Países Bajos | 2004-2006 |
| S. B. V. Vitesse | Países Bajos | 2006-2010 |
| F. C. Augsburgo  | Alemania     | 2010-2017 |
| VfL Wolfsburgo   | Alemania     | 2017-2019 |
| F. C. Twente     | Países Bajos | 2019-2020 |